# Bilibino
Bilibino (Russisch: Билибино) is een kleine stad in het noordwesten van het Russische autonome district Tsjoekotka in het noordoosten van het Russische Verre Oosten en na Anadyr de tweede stad naar inwoneraantal van Tsjoekotka.
Het is het bestuurlijk centrum van het district Bilibinski (70% van de bevolking van het district woont in Bilibino) en ligt aan de samenloop van de rivieren Karalveem en Bolsjoj Keperveem (stroomgebied van de Kolyma) op 653 kilometer ten noordwesten van Anadyr.
In de stad staat 's werelds noordelijkste en Ruslands oostelijkste kerncentrale, ook Bilibino geheten. Bestuurlijk horen ook de dorpen Keperveem en Kroetoj tot haar district. Tussen Bilibino en Keperveem (waar de luchthaven Keperveem van Bilibino zich bevindt) en Bilibino en Kroetoj liggen de enige wegen van het district. Er loopt een winterweg van Nizjnekolymsk in Jakoetië via Bilibino naar de havenstad Pevek.

## Geschiedenis
In de 19e eeuw kwamen de Russen en Joekagieren naar het gebied, dat daarvoor bewoond werd door ongeveer 1000 Tsjoektsjen.
De plaats werd gebouwd in 1955 na de ontdekking van een alluviale goudlaag in het dal van de rivier de Karalveem, waarnaar de plaats werd vernoemd. Op 10 februari 1956 werd de plaats hernoemd tot Bilibino, ter ere van geoloog Joeri Bilibin, die mede verantwoordelijk was voor de ontdekking van de goudlagen bij de Kolyma. In 1966 werd opdracht gegeven tot de bouw van de kerncentrale, die vervolgens werd geopend in 1974. In 1958 kreeg Bilibino de status van nederzetting met stedelijk karakter. Bij de Sovjetvolkstelling van 1989 had de plaats 15.558 inwoners. Op 28 juni 1993 kreeg Bilibino de status van stad onder jurisdictie van het district Bilibinski. Na het uiteenvallen van de Sovjet-Unie werd een deel van de mijnbouw onrendabel en trok bijna twee derde van de bevolking weg uit Bilibino vanwege de werkloosheid en de gedaalde lonen.
In de stad staan een aantal bedrijven rond de goudwinning. In de buurt van de stad worden rendieren gehouden (eind 2005 bijna 26.000) en wordt voedsel verbouwd in kassen. Daarnaast wordt er gejaagd en gehandeld in bont.

## Geografie
De plaats ligt in de bostoendraovergangszone tussen de taiga en de Toendra aan de voet van het Noordelijk Anjoejgebergte iets ten nooden van de Maly Anjoej (zijrivier van de Anjoej, stroomgebied van de Kolyma).